# Matiloxis guianalis
Matiloxis guianalis är en fjärilsart som beskrevs av William Schaus 1916. Matiloxis guianalis ingår i släktet Matiloxis och familjen nattflyn. Inga underarter finns listade i Catalogue of Life.